# Privatnost
Privatnost osobe odnosi se na područje koje nije javno, u kojim se ne djeluje u ime poduzeća, vlasti ili sličnog, i da se odnosi samo na samog sebe.
Termin Privacy godine 1890. su sudac Louis Brandeis i odvjetnik Samuel Warren u članku The Right to Privacy u "Harvard Law Review" (god. 4, br. 5) odredili kao Individual’s right to be let alone, dakle kao pravo biti pušteni na miru.

## Područja privatnosti
Pravila za zaštitu privatnosti mogu se dijeliti u nekoliko područja:
- informacije o privatnosti: obuhvaćaju prikupljanje i upravljanje osobnim podacima
- osobna privatnost: pokriva područje povezana s genetskim i drugim tjelesnim podatcima
- privatnost komunikacija: osigurava privatnost pošte, telefonskih razgovora i druge oblike komunikacije
- privatnost u stanu: ograničeno djelovanje u privatnost na radnom mjestu ili kod kuće.

## Tehnologije koje ugrožavaju privatnost
- RFID
  - u gotovini
  - u dokumentima (primjerice putovnica, zdravstvena kartica)
  - u odjeći svih vrsta (primjerice ušivene u jeans)
  - u pokazu
  - ugrađeno u ljudsko tijelo

- genetskoj-bazi podataka (n. pr. genetski otisak prsti, automatsko prepoznavanje lica osobe)
  - biometrijska baza podataka (centralno ili na Radio Frequency Identification-čipu) sa:
  - automatsko prepoznavanje lica osobe
  - prepoznavanje irisa
  - biometr. daktiloskopija
  - lifescan

- Profili kretanja kroz
  - Radio Frequency Identification-čipove (primjerice u novcu, dokumentima, implantatima, pokazu, odjeći, naljepnicama... itd.)
  - satelistku naplatu cestarine
  - automatsko učitavanje registracijskih tablica automobila
  - gradske sustave za automatsko prepoznavanje lica osobe (primjerice: u Londonu, planirano u: Pekingu)
  - lokaliziranje mobitela

- Nadgledanje kretanja u internetu
  - nadgledanje elektonske pošte
  - analiza socijalnih mreža (primjerice Facebook, MySpace... itd.
  - snimanje podataka pri korištenju interneta
  - HTTP cookie
  - kamere za nadgledanje ili webcam

Nove tehnologije danas donose i gubitak privatnosti. Samo ograničavanje korištenja modernih "dostignuća" kao što su mobilni telefoni, bankomati ili kreditne kartice može spriječiti nadgledanje privatnosti.
Ali čak i tada je to jedva moguće, jer se od mnogih i gotovo sveprisutnih video nadzora se ne može pobjeći.

## Filmovi i literatura
- 1984, roman Georgea Orwella
- 1984, film
- Gattaca
- Mreža (1995)
- Državni neprijatelj br. 1
- Il mostro (Film)
- Vrli novi svijet, roman Aldousa Huxleya
- Traveler